# Grabovica (Nevesinje)
Pour les articles homonymes, voir Grabovica.
Grabovica (en serbe cyrillique : Грабовица) est un village de Bosnie-Herzégovine. Il est situé dans la municipalité de Nevesinje et dans la république serbe de Bosnie. Selon les premiers résultats du recensement bosnien de 2013, il compte 67 habitants.

## Démographie

### Évolution historique de la population dans la localité
| 1948 | 1953 | 1961 | 1971 | 1981 | 1991 | 2013 |
| ---- | ---- | ---- | ---- | ---- | ---- | ---- |
| -    | -    | 313  | 250  | 143  | 96,  | 67   |

|  |

### Communauté locale
En 1991, la communauté locale de Grabovica comptait 320 habitants, répartis de la manière suivante :